# José Canseco
José Canseco Capas, Jr. (* 2. Juli 1964 in Havanna, Kuba) ist ein ehemaliger Baseballspieler. Er wurde meist als Outfielder eingesetzt, später auch als Designated Hitter. Im Laufe seiner Karriere in der amerikanischen Major League Baseball spielte er für insgesamt sieben Teams. Seinen größten Erfolg erreichte er 1989, als er mit den Oakland Athletics die World Series gewann.
Canseco gab sein Debüt in der Endphase der Saison 1985 für die Athletics. 1986 wurde er zum Rookie of the Year gewählt, 1988 zum Most Valuable Player. Zusammen mit Mark McGwire bildete Canseco in der zweiten Hälfte der 1980er eine der erfolgreichsten Offensiven in der Major League. Von 1988 bis 1990 erreichten die A’s dreimal in Folge die World Series, wobei Canseco und sein Team 1989 den Titel gewannen. 1988 und 1990 wurde die Serie verloren.
1992 wurde Canseco im Tausch gegen drei andere Spieler an die Texas Rangers abgegeben. Seine Werte als Schlagmann blieben insgesamt gut, doch hatte er häufig mit Verletzungen zu kämpfen, was zu mehreren Vereinswechseln führte. Seine einzige verletzungsfreie Saison seit seinem Abgang aus Oakland hatte er 1998 bei den Toronto Blue Jays, in welchem Jahr ihm mit 46 Home Runs ein persönlicher Rekord gelang.
Nach der Saison 2001 endete Cansecos Karriere in der MLB, doch war er bis 2006 in kleineren Baseballverbänden aktiv. 2005 gab er den verbotenen Gebrauch von Steroiden zur Leistungssteigerung zu. Canseco veröffentlichte das Buch Juiced, in welchem er zahlreiche frühere Teamgefährten ebenfalls des Dopings bezichtigte.
Canseco befindet sich mit insgesamt 462 Home Runs, die er im Laufe seiner Karriere schlug, auf Platz 37 der ewigen Bestenliste. Er wurde viermal als bester Offensivspieler auf seiner Position mit dem Silver Slugger Award ausgezeichnet (1988, 1990–1991, 1998).
Nach seiner Baseballkarriere versuchte er sich im Kampfsport. Bei der MMA-Veranstaltung DREAM 9 verlor er seinen Kampf gegen den Koreaner Choi Hong-man durch TKO in der ersten Runde.